# Yves Coolen
Yves Coolen, né le 25 septembre 1995, à Turnhout, est un coureur cycliste belge.

## Biographie
Chez les juniors (moins de 19 ans), Yves Coolen se consacre au cyclo-cross. Il bascule vers le cyclisme sur route lors de ses débuts espoirs (moins de 23 ans). 
En 2016, il termine deuxième de la Coupe de Belgique pour espoirs et élites sans contrat. Il intègre ensuite le club Home Solution-Anmapa-Soenens en 2017. Bon sprinteur, il s'impose sur le Mémorial Philippe Van Coningsloo. Il s'agit de son premier succès obtenu sur une compétition inscrite au calendrier de l'UCI. 
Huitième du Circuit Het Nieuwsblad espoirs en 2018, il rejoint l'équipe continentale néerlandaise BEAT Cycling Club à partir de 2019,. Sous ses nouvelles couleurs, il obtient diverses places d'honneur en terminant troisième du PWZ Zuidenveld Tour, sixième du Midden-Brabant Poort Omloop, septième du Tour d'Overijssel ou encore douzième de la Tacx Pro Classic. En 2020, il se classe sixième de la Gooikse Pijl et quatorzième d'À travers le Hageland, dans une saison perturbée par la pandémie de Covid-19.
En mai 2021, il chute lourdement lors d'une kermesse à Ruddervoorde et se fracture la clavicule ainsi qu'une vertèbre.

## Palmarès et résultats

### Palmarès sur route
- 2016
  - Grand Prix Nieuwkerken-Waas
  - 2e de la Coupe Marcel Indekeu
  - 2e de la Coupe de Belgique
  - 3e du Mémorial Albert Fauville
- 2017
  - Mémorial Philippe Van Coningsloo
- 2018
  - 2e de la Hill 60-Koers Zillebeke
- 2019
  - 3e du PWZ Zuidenveldtour
- 2020
  - Circuit de Valkenswaard

### Classements mondiaux
| Année                                 | 2017  | 2018  | 2019 | 2020 | 2021  |
| ------------------------------------- | ----- | ----- | ---- | ---- | ----- |
| Classement mondial                    | 1211e | 2577e | 904e | 592e | 2339e |
| UCI Europe Tour                       | 787e  | 1721e | 657e | 482e | 1561e |
|                                       |       |       |      |      |       |
| Légende : nc = non classéSource : UCI |       |       |      |      |       |